# Битва на озері Джордж
43°25′44″ пн. ш. 73°40′48″ зх. д. / 43.429° пн. ш. 73.68° зх. д.
Битва на озері Джордж — збройне протистояння, що відбулось 8 вересня 1755 року між союзними франко-індіанськими військами з одного боку та британськими військами з іншого поблизу озера Джордж під час Франко-індіанської війни. Одна з перших битв великої завойовницької Семирічної війни на території Північної Америки.
З обох сторін було багато загиблих і поранених. Хоча ні одна зі сторін не вийшла переможцем, британці зуміли зупинити наступ французів.